# Théâtre de la Communauté
Fondé en 1964 dans le bassin industriel de Seraing, le Théâtre de la Communauté, (aussi connu sous l'acronyme TC) est une troupe de théâtre qui deviendra une des compagnies pionnières du théâtre-action en Belgique,,.
Dès sa fondation, le TC vise à inscrire la création théâtrale dans la réflexion et l’action sociale, et à considérer celle-ci comme une intervention dans la société contemporaine.
Dans la volonté d’établir une démocratie culturelle, le TC crée des spectacles à destination du « non-public », « c’est-à-dire des personnes qui ne fréquentent pas les salles de spectacle et dont les réalités et points de vue ne sont pratiquement jamais transcrits artistiquement ».
En 2014, le TC fête 50 ans de créations, toujours collectives.

## Histoire

### 1964-1975: La politique d’accueil (futur Centre culturel de Seraing)
En 1969, le TC signe sa première Convention avec l’Administration communale de Seraing et le Ministère de la Culture, qui lui donnent pour tâche d’animer le bassin industriel de Seraing en vue de la constitution d’un Foyer culturel, ce qu’il fera.
Pendant une dizaine d’années le TC met en place, parallèlement à son travail de création, une politique d’accueil d’artistes reconnus internationalement, et devient ainsi le centre principal d’activités culturelles en Province de Liège. Il accueillera ainsi les plus grandes compagnies mondiales telles que le Living Theatre, le Bread and Puppet, la Comédie de Bourges, le Centre Dramatique de Caen, la Compagnie de Nanterre, mais également Barbara, Jean Ferrat, Claude Nougaro, Catherine Sauvage, Léo Ferré, Raymond Devos, Guy Béart….

### 1964-aujourd’hui: la démocratie culturelle par la création collective
Parallèlement à sa politique d’accueil, le TC met en place des créations professionnelles. Au début des années 1970 le TC donne de plus en plus de place à la création collective et met en place des décentralisations dans les quartiers populaires de Seraing. C’est alors qu’apparaît l’idée de création d’un autre répertoire, d’une forme théâtrale qui concerne la population serésienne, et particulièrement les organisations ouvrières rassemblant des travailleurs, des demandeurs d’emploi, etc. Il établit des relations étroites avec les organisations d’éducation populaire, les organisations syndicales et culturelles ouvrières, les quartiers d’habitations sociales, etc.
Les spectacles créés sont légers et mobiles ; il s’agit de « théâtre tract » qui se joue dans les arrière-salles de quartier, lors d'un piquet de grève, à la sortie d'une usine, dans les gymnases des écoles, dans les chapiteaux aménagés en salle de théâtre, etc.
Par la suite, le travail du TC en direction des publics les moins favorisés s’est poursuivi, en suivant une évolution constante liée à la redéfinition continue du « non-public ».
Aujourd’hui, le TC met en place des partenariats avec diverses structures telles que des hôpitaux psychiatriques, des prisons, des centres pour personnes handicapées, centres d’alphabétisation ou centres de réinsertion sociale, etc.
Parallèlement à la création, de plus en plus d’animations scolaires, de quartiers et de créations en ateliers-théâtre sont menées, celles-ci donnant naissance à plusieurs troupes de théâtre-action. En 1982, la création théâtrale en direction du jeune public s’affirme au point de voir se concrétiser la création d’une autre asbl, « Les Ateliers de la Colline ». Les deux structures ont continué à émettre des projets communs, tant au niveau de la gestion globale que de la production ou de la création.

## Spectacles
Certains spectacles, ayant été joués pendant plusieurs années, les projets sont listés ci-dessous par année de création. 

### Les années 1960
1963
Les Impromptus - de René de Obaldia - création collective
Entre 1964 et 1968
Histoire de Vasco - de Georges Schehadé - mise en scène Robert Louis
Les Justes - de Albert Camus - mise en scène Evald Chikovski
Hop, Signor - de Michel de Ghelderode - mise en scène Daniel Ginécaud
Le Dossier - de Tadeusz Rozewicz - mise en scène Henri Chanal
Racine Happening - création collective sous la direction de Henri Chanal
Théâtre en Liberté - de Victor Hugo - mise en scène Henri Chanal
La Porte - de Liliane Wouters - sous la direction de Henri Chanal
Junon et le Paon - de Sean O’Casey - mis en scène par Jean-Pierre Wilmart
1969
Ainsi va le monde ! - création collective

### Les années 1970
1970
Étranger qui es-tu ? - création collective
Une jeunesse que l'avenir inquiète - création collective
1971
Une histoire du théâtre - création collective
Emballage - d'André Benedetto
Histoire du valet de comédie - création collective
1972
L'Infirmière - d'Armand Gatti
1973
Éternel masculin - création collective
Histoires à quatre voix - d'Osvaldo Dragún
L'Emploi - création collective
1974
Capitaine Fracasse - création collective
1976
Valheureux Potet - création collective avec des habitants de SeraingVal Potet en folie - création collective avec des habitants de Seraing
1977-1979
La Crise - création collective
La Double Vie de Zénobe-Alexandre - création collective
La Vie des animaux dressés - création collective avec des habitants de Seraing
L'Annonce faite aux maris - création collective avec des habitants de Seraing
Pasta senza sale - création collective avec des habitants de Seraing
La Crise des richards - créations collectives avec les Jeunes CSC
Le Chiffon rouge - créations collectives avec les Jeunes CSC

### Les années 1980
1980
Berthe, la mal aimée - création collective
1981
Allez, s'coue-toi, Marguerite ! - création collective
Combien coûte le fer ?  - de  Bertolt Brecht
Petite chose - création collective
1982
J'ai la mémoire (collective) qui flanche - création collective
1983
Hors jeu - création collective
Une si jolie petite usine - par l'atelier-théâtre la Compagnie du Réfectoire
1984
L'Italie, c'est comme un tiroir qu'on a dans la tête et qu'on tire quand on est à bout - par l'atelier-théâtre Leonardo da Vinci de Seraing
1984
Ciao Bello - création collective
Coup d'gueule - création collective
C'est pas évident - création collective avec des étudiants de l'école de nursing de Liège
Dérapages - création collective avec le CRJC
Être gardienne ! - création collective avec les gardiennes de Vie féminine de Liège
Coups de cul à gogo ! - création collective avec le Petit théâtre rouge de Grâce-Berleur
La Prison - création collective avec la prison de Huy
Le Voyage des comédiens - création collective dans le cadre de la formation des comédiens-animateurs
1985
Rushes - création collective
On a marché sur le Pansy - création collective avec la Maison des Jeunes de Tilleur
Lever de rideau - création collective avec le Petit théâtre rouge de Grâce-Berleur
Y'a quelqu'un ? - création collective avec le Petit théâtre rouge de Grâce-Berleur
Faut bouffer ! - création collective dans le cadre de la formation des comédiens-animateurs
Soirée 1950 - création collective avec l'atelier-théâtre Leonardo da Vinci de Seraing
1986
Zone rouge - création collective avec les comédiens-animateurs à Grivegnée
Règle du je - création collective avec le Service Provincial de Namur
Histoire de coupe-couture - création collective avec Vie Féminine de Liège
L'histoire commence à vingt heures - mise en scène Anne-Marie Loop en coproduction avec la Fondation Jacques Gueux
Solidollarhilarité - création collective à Verviers
10, Impasse de l'avenir - création collective en coproduction avec la Compagnie du Réfectoire
1987
Jamais le dimanche ! - création collective en coproduction avec la Compagnie du Réfectoire
Malavisée - création collective avec le Centre dramatique rural
Lettres aux morts ! - création collective dans le cadre de la formation des comédiens-animateurs
Je suis d'ici - création collective dans le cadre de la formation des comédiens-animateurs
1988
Je taime - création collective
Y n'manquerait plus qu'ça - d'après Franca Rame et Dario Fo - en coproduction avec la Compagine théâtrale Rosas
Et ce soleil qui ment... - création collective avec la Zone
Ah ! Dieu que la guerre est jolie ! - création collective dans le cadre de la formation des comédiens-animateurs
1989
Et si demain j'étais le même ? - création collective,
L'Abandon - création collective avec l'atelier-théâtre Les 5M de Seraing

### Les années 1990
1990
Soyez discrets - création collective - théâtre d'appartement
Addolorata - création collective en coproduction avec la Comédie d'un jour
Marchands d'hommes - création collective en coproduction avec la Compagnie du Réfectoire
1991
Une assiette en trop - création collective avec l'ACI de Liège
D'un jour à l'autre - création collective avec le Service d'Entraide familiale de Huy
Nous tout seuls - création collective avec l'atelier-théâtre avec l'Inter-Dit de l'Isaab d'Andenne
Les Gens d'ici - création collective
1992
Comme si... - création collective,,
Restez chez vous, on ne sait jamais - création collective avec le TAPS de Namur
Evénement de la première guerre - création collective avec l'atelier-théâtre avec l'Inter-Dit de l'Isaab d'Andenne
D'andenne à Forêt - création collective avec l'atelier-théâtre avec l'Inter-Dit de l'Isaab d'Andenne
Autrefois Andenne - création collective avec l'atelier-théâtre avec l'Inter-Dit de l'Isaab d'Andenne
1993
Décalages - création collective en coproduction avec la Compagnie du Réfectoire
Moi, comme ça... jamais - création collective avec la Compagnie sans Nom, en collaboration avec le Service d'Entraide familiale de Huy
La Fille perchée - création collective avec l'atelier-théâtre Théâtre de l'île de Verviers
Je sais que la nappe est trop longue... - création collective avec l'atelier-théâtre avec l'Inter-Dit de l'Isaab d'Andenne
1994
Je ne sais pas nager - par l'atelier-théâtre Les 5M de Seraing
On y pense tous - coproduction avec le Foyer l'Espérance de Bioul
Bascule - coproduction avec la Cie Les filles de Seraing
Espèces de femmes - coproduction avec la Cie No Pasàran de Liège
1995
Trahisons - par l'atelier-théâtre Toto Nero de Seraing
Coucou - par l'atelier-théâtre La Compagnie du Hasard, en collaboration avec l'Hôpital psychiatrique Notre-Dame des Anges de Glain  - mise en scène Claire Vienne,
1996
16, Impasse de l'avenir - coproduction avec l'atelier-théâtre de l'Inter-Dit de l'Isaab d'Andenne et le Foyer culturel d'Andenne
Je ne te laisserai jamais tranquille - coproduction avec la Compagnie sans Nom et le Service d'Entraide familiale de Huy
Meurtre dans la maison jaune - avec le Centre interculturel Agora de Liège
VillaRosa - coproduction avec Les Filles de la Casa et la Casa Nostra de Seraing - mise en scène Claire Vienne
Les Chats - par l'atelier-théâtre Les 5M de Seraing
1998
Mon Amour - par l'atelier-théâtre Toto Nero de Seraing
Lève-toi - par l'atelier-théâtre Réseau Alpha d'Amay, en collaboration avec le réseau d'alphabétisation de Huy-Waremme
Tu es à moi - par l'atelier-théâtre l'Inter-dit d'Andenne
Jean - par l'atelier-théâtre les Georges à Saint-Georges, en coproduction avec le Foyer culturel de Saint-Georges - mise en scène Claire Vienne
Je ne viendrai pas souper ce soir - par l'atelier-théâtre Avec Toit, en collaboration avec la Maison d'accueil Avec Toit de Namur
N'aie pas peur - en collaboration avec la Compagnie théâtrale de l'Albatros de Reims (F)
Alex - par la Compagnie VillaRosa - mise en scène Claire Vienne
1999
Sophie-Caro - par l'atelier-théâtre Les 5M de Seraing
Chez nous - par la Compagnie Sans Nom, en collaboration avec le Service d'Entraide familiale de Huy,
Momo et les autres - en collaboration avec la prison de Huy

### Les années 2000
2000
Ombre et lumière - en collaboration avec Vie Féminine de Waremme
Vidéo Huy Beach - en collaboration avec la prison de Huy
2001
Nous sommes tous aphasiques - par l'atelier-théâtre l'Inter-Dit d'Andenne
En cas d'absence - par l'atelier-théâtre avec les Équipes Populaires de Huy
Opéra de Campagne - par l'atelier-théâtre avec le Creahm de Liège - mise en scène Claire Vienne,
Luigi o la Forza del Destino - par l'atelier-théâtre Toto Nero de Seraing
2002
Viva España - par l'atelier-théâtre Les 5M de Liège
2003
Ensemble - par la Compagnie Sans Nom, en collaboration avec le Service d'Entraide Familiale de Huy,
2004
Censé Exploser - par l'atelier-théâtre Génération plurielle, en coproduction avec le Foyer culturel et le Centre de Jeunes de Chênée
Nana (devenu Gisèle) - par l'atelier-théâtre les Georges en coproduction avec le Foyer culturel de Saint-Georges
2005
Ça craint - par l'atelier-théâtre RéINSER
Amorces - en coproduction avec le Service RéINSER du Cpas de Liège - mise en scène Claire Vienne,,
Rideau - par la Compagnie Sans Nom, en collaboration avec le Service d'Entraide familiale de Huy
Cri du cœur - par l'atelier-théâtre du Centre pour réfugiés de la Croix-Rouge
Traces - par l'atelier-théâtre RéINSER
2006
Ben quoi ! - par la Compagnie sans Nom, en collaboration avec le Service d'Entraide Familiale de Huy
Jusque-là, c'est une belle histoire… - par l'atelier-théâtre avec les Georges - mise en scène Claire Vienne
Bruit dans le miroir - en collaboration avec la prison de Marneffe
Délire - en collaboration avec Lire et écrire de Verviers
Elle est née - en collaboration avec l'accueil pour les femmes sans Logis
Malaya - par l'atelier-théâtre Malaya
Moi aussi je veux - en collaboration avec la Croix rouge de Nonceveux
Y'a des toilettes, ICI ?  - par l'atelier-théâtre Sastanak
2007
Pain perdu - par la Compagnie sans Nom, en collaboration avec le Service d'Entraide Familiale de Huy
Marie - en coproduction avec le Service RéINSER du Cpas de Liège - mise en scène Claire Vienne
Gili ou… le 31 c'est la fin ! - en collaboration avec le Cpas de Liège
De la cave au grenier - par l'atelier-théâtre 2+1 Gratis
Domino - en collaboration avec La Citoyenneté
Post-Scriptum - en collaboration avec la Ferme de la vache
Des cliques et des claques - par l'atelier-théâtre Hétéroclite
12/20 - en collaboration avec l'IPES de Seraing
2008
Respirer - création collective - mise en scène Claire Vienne,
C'était bien fait - par l'atelier-théâtre Les violettes
Double Je - par l'atelier-théâtre Dezakor
Quand j'étais... - en collaboration avec le centre l'Amblève de la Croix Rouge
Machine à danser - par Les jeunes du stage de la Toussaint 2008
Grand blé - en collaboration avec l'école de devoirs La Tchicass
2009
En cascade - d'après Sida mental de Lionel Tran - par la Compagnie Sans Nom
Marcel - création collective - mise en scène Claire Vienne
Un petit Break - par les ados du stage de Pâques 2009
Qui se soucie de moi - par La Compagnie des gens
Filàfil - par La compagnie Hors cadre
Je vais bien Je me cache - en collaboration avec Vaincre la pauvreté et le Cpas de Liège

### Les années 2010

#### 2010
Moucharabieh - création collective - mise en scène Claire Vienne,
Secret's teenager - par les ados du stage de Pâques 2010
Les petits monstres - en collaboration avec l'école Jean XXIII

#### 2011
Il était une fois - création collective
Un peu, beaucoup, à la folie - création collective
Le récit d'Hadiza - en collaboration avec le Service RéInser du Cpas de Liège
Au-delà - en collaboration avec le SEF, le réseau En Piste et le CCA de Huy
Caractère - par l'atelier-théâtre G9
Je n'aime plus la Sainte-Vierge - par l'atelier-théâtre Les emmerdeuses

#### 2012
On est déjà passé par là/Rêve ou réalité...  - en collaboration avec la Coordination des associations d'Outremeuse
La Toupie - en collaboration avec le réseau En Piste, le SEF et le CCA de Huy
Rose - création collective - mise en scène Claire Vienne,,

#### 2013
Çà et là - en collaboration avec le réseau En Piste, le SEF et le CCA de Huy
Éclats - en collaboration avec le réseau En Piste, le SEF et le CCA de Huy
Une semaine envie - en collaboration avec l'EFT Échafaudage
Penser avec les Mains - en collaboration avec le Théâtre Épique, mise en scène Lorent Wanson,,,,

#### 2014
Improviser, s'adapter, l'emporter - en collaboration avec l'EFT Échafaudage
Ma Chérie, je suis toute en joie. C'est une grande nouvelle que tu m'annonces là ! - en collaboration avec la Fondation des Arts Vivants, la Fondation Orient Occident, Wallonie-Bruxelles International

#### 2015
La Vallée - en collaboration avec le réseau En Piste et le CCA de Huy
Le Chemin des mères (film documentaire) - Réalisation Gaërlle Hardy sur une création Claire Vienne, en collaboration avec  la Fondation des Arts Vivants, la Fondation Orient Occident, Wallonie-Bruxelles International, le collectif A Contre Jour
Objectivement, ceci est un spectacle - en collaboration avec l'EFT Échafaudage
Monsieur - mise en scène Claire Vienne, tournée en partenariat avec le Réseau Wallon de Lutte contre la Pauvreté ,,,,
Sans titre - en collaboration avec l'EFT Échafaudage
Poser des gestes tendres - en partenariat avec le quartier des femmes de la prison de Lantin

#### 2016
Étincelles - en partenariat avec l'EFT Échafaudage, mise en scène Ramunia Duobaite
Perros Ninos (Les Chiens) - en partenariat avec le Centre Culturel de Seraing, mise en scène Mario Guzman
Mr. H - dans le cadre d'un projet PCI (Projet Citoyenneté Interculturalité), en partenariat avec la Ville de Liège, Manifestations Liégeoises et ECCAR (Unesco), mise en scène Mario Guzman
Cellule en crise (Passion)  - dans le cadre d'un projet PCI (Projet Citoyenneté Interculturalité), en partenariat avec la Ville de Liège, Manifestations Liégeoises et ECCAR (Unesco), mise en scène Mario Guzman
Porte 21 - dans le cadre d'un projet PCI (Projet Citoyenneté Interculturalité), en partenariat avec la Ville de Liège, Manifestations Liégeoises et ECCAR (Unesco), mise en scène Ramuia Duobaite

#### 2017
COUTCHICOUKAN - en partenariat avec le Centre culturel de Seraing, mise en scène Ramunia Duobaite
A la Vie ! - en partenariat avec Bâtissons notre avenir, mise en scène Ramunia Duobaite
Temple d'Aquarium - en coproduction avec Marabout Théâtre et la troupe Ndokweno ; en partenariat avec l'Institut Français de Kinshasa, le Centre Wallonie-Bruxelles International de Kinshasa, Wallonie-Bruxelles international (Bruxelles)
Mosaïque - en partenariat avec le Centre culturel de Seraing
MURS - Intervention artistique, créée par Claire Vienne et Lucie Desaubies

#### 2018
Place de l'Avenir - mise en scène Claire Vienne
Pas si simple - mise en scène Claire Vienne
Geneviève - mise en scène Geneviève Cabodi
Je suis ?- en partenariat avec le Lycée Technique et Provincial Jean Boets de Liège, avec le soutien de la Cellule Culture-Enseignement,  mise en scène Ramunia Duobaîte
Madame, Monsieur… - en partenariat avec le Lycée Technique et Provincial Jean Boets de Liège, avec le soutien de la Cellule Culture-Enseignement, mise en scène Ramunia Duobaîte
Amours interdites - en partenariat avec l'Athénée Royal Paul Brusson de Montegnée, avec le soutien de la Cellule Culture-Enseignement, mise en scène Luc Longton
La familia - en partenariat avec l'Institut Provincial d'Enseignement Secondaire de Seraing, avec le soutien de la Cellule Culture-Enseignement, mise en scène Ramunia Duobaîte
Le lendemain - en partenariat avec l'INstitut Provincial d'Enseignement Secondaire de Seraing, avec le soutien de la Cellule Culture-Enseignement, mise en scène Ramunia Duobaîte

#### 2019
Souviens-toi - mise en scène Ramunia Duobaite
Bloc 4 - mise en scène Elise Mélotte
Mea culpa - en partenariat avec l'Institut Provincial d'Enseignement Secondaire de Seraing, avec le soutien de la Cellule Culture-Enseignement, mise en scène Ramunia Duobaîte
Au suivant - en partenariat avec l'Institut Provincial d'Enseignement Secondaire de Seraing, avec le soutien de la Cellule Culture-Enseignement, mise en scène Ramunia Duobaîte
Et si - en partenariat avec le Collège Saint-Martin de Seraing, avec le soutien de la Cellule Culture-Enseignement, mise en scène Ramunia Duobaîte
Reality - en partenariat avec le Collège Saint-Martin de Seraing, avec le soutien de la Cellule Culture-Enseignement, mise en scène Ramunia Duobaîte
Un jour - en partenariat avec l'Ecole Polytechnique de Seraing, avec le soutien de la Cellule Culture-Enseignement, mise en scène Ramunia Duobaîte
L'ascension - en partenariat avec l'Ecole Polytechnique de Seraing, avec le soutien de la Cellule Culture-Enseignement, mise en scène Ramunia Duobaîte